# Рэпертсвиллер
Рэпертсвиллер (фр. Reipertswiller) — коммуна на северо-востоке Франции в регионе Гранд-Эст (бывший Эльзас — Шампань — Арденны — Лотарингия), департамент Нижний Рейн, округ Саверн, кантон Ингвиллер. До марта 2015 года коммуна административно входила в состав упразднённого кантона Ла-Птит-Пьер (округ Саверн).
Площадь коммуны — 19,21 км², население — 960 человек (2006) с тенденцией к снижению: 904 человека (2013), плотность населения — 47,1 чел/км².

## Население
Население коммуны в 2011 году составляло 933 человека, в 2012 году — 912 человек, а в 2013-м — 904 человека.
| 1962 | 1968 | 1975 | 1982 | 1990 | 1999 | 2006 | 2008 | 2011 | 2012 | 2013 |
| ---- | ---- | ---- | ---- | ---- | ---- | ---- | ---- | ---- | ---- | ---- |
| 786  | 861  | 878  | 895  | 946  | 933  | 960  | 953  | 933  | 912  | 904  |

Динамика населения:

## Экономика
В 2010 году из 646 человек трудоспособного возраста (от 15 до 64 лет) 466 были экономически активными, 180 — неактивными (показатель активности 72,1 %, в 1999 году — 67,5 %). Из 466 активных трудоспособных жителей работали 417 человек (245 мужчин и 172 женщины), 49 числились безработными (12 мужчин и 37 женщин). Среди 180 трудоспособных неактивных граждан 29 были учениками либо студентами, 80 — пенсионерами, а ещё 71 — были неактивны в силу других причин.